# Jack May
Jack May (né le 23 avril 1922 à Henley-on-Thames et mort le 19 septembre 1997  à Hove) est un acteur britannique.

## Filmographie partielle

### Cinéma
- 1953 : The Oracle de C.M. Pennington-Richards
- 1953 : Week-end à Paris (Innocents in Paris) de Gordon Parry
- 1967 : Comment j'ai gagné la guerre (How I Won the War) de Richard Lester
- 1968 : Du sable et des diamants (A Twist of Sand) de Don Chaffey
- 1970 : Trog de Freddie Francis
- 1975 : L'Homme qui voulut être roi (The Man Who Would Be King) de John Huston
- 1985 : Le Docteur et les Assassins (The Doctor and the Devils) de Freddie Francis
- 1988 : Hard Road de Colin Finbow
- 1994 : Willie's War de Colin Finbow

### Télévision

#### Séries télévisées
- 1969 : Doctor Who, Saison 6, épisode 6 « The Space Pirates » : General Hermack